# Dilan Yeşilgözová-Zegeriusová
Dilan Yeşilgözová-Zegeriusová (* 18. června 1977 Ankara) je nizozemská politička, od ledna 2023 předsedkyně Lidové strany pro svobodu a demokracii. Od ledna 2022 do července 2024 zastávala funkci ministryně spravedlnosti a bezpečnosti ve čtvrté vládě Marka Rutteho.
V letech 2017–2021 působila jako poslankyně Sněmovny reprezentantů a mezi roky 2021–2022 jako státní tajemnice pro ekonomické záležitosti a politiku ochrany klimatu.

## Mládí
Narodila se 18. června 1977 v turecké Ankaře. Její matka Fatma Özgümüşová je tureckého původu, otec Yücel Yeşilgöz je Kurd a pochází z provincie Tunceli. V roce 1984 se rodina přestěhovala do Nizozemska.
V roce 1997 získala středoškolské vzdělání v Amersfoortu a následně v roce 2003 získala magisterský titul v oboru kultura, organizace a management na Svobodné univerzitě v Amsterdamu.

## Politická kariéra
Politickou kariéru zahájila jako členka představenstva amersfoortské pobočky Socialistické strany. Následně začala psát pro mládežnickou delegaci Strany práce a absolvovala stáž v GroenLinks.
V letech 2014–2017 byla členkou amsterdamské městské rady za Lidovou stranu pro svobodu a demokracii.
V parlamentních volbách v roce 2017 byla zvolena do Sněmovny reprezentantů za Lidovou stranu pro svobodu a demokracii. Zpočátku působila jako mluvčí strany pro spravedlnost a bezpečnost, avšak později se v této funkci věnovala také klimatické a energetické politice. Dne 25. května 2021 byla jmenována státní tajemnicí pro ekonomické záležitosti a politiku ochrany klimatu ve třetí vládě Marka Rutteho. Dne 10. ledna 2022 byla jmenována ministryní spravedlnosti a bezpečnosti ve čtvrtá vládě Marka Rutteho.
Dne 12. července 2023, dva dny po rezignaci Marka Rutteho z funkce předsedy Lidové strany pro svobodu a demokracii, oznámila svou kandidaturu na tento post. Následujícího dne ji na tuto pozici formálně nominovalo předsednictvo strany. Dne 14. srpna se oficiálně stala předsedkyní strany.

## Názory
Na rozdíl od svého předchůdce Marka Rutteho uvedla, že je ochotna přistoupit k dialogu s předsedou Strany pro svobodu Geertem Wildersem.

## Soukromý život
V roce 2014 se provdala za Reného Zegeria. Je příznivkyní AFC Ajax a fanynkou country. Má turecké a nizozemské občanství.